# Нарицательная мощность
Нарицательная мощность (также нарицательная сила) — условная мощность паровой машины, вычисленная по эмпирической формуле, предложенной Джеймсом Уаттом. Традиционно нарицательная мощность выражалась в британских лошадиных силах, равных приблизительно 745,7 Вт.

## Нарицательная мощность паровых машин
Нарицательная мощность паровой машины могла быть вычислена в британских лошадиных силах при помощи предложенной Уаттом формулы:
{\displaystyle N=S\cdot P\cdot v/33000,}
где:
- {\displaystyle N} — нарицательная мощность в британских лошадиных силах (1 hp = 745,7 Вт);
- {\displaystyle S} — площадь поршня в кв. дюймах (кв. дюйм = 6,452 см2);
- {\displaystyle P} — среднее избыточное давление пара, фунты на квадратный дюйм (1 фунт на квадратный дюйм = 0,00685 МПа);
- {\displaystyle v} — скорость поршня, фут/мин (фут/мин = 0,00508 м/с).

При этом вместо давления пара в цилиндре использовалось легче измеряемое среднее давление пара в котле.
Применительно к действующей в настоящее время системе единиц, формула Уатта может быть записана в виде:
{\displaystyle N=S\cdot P\cdot v=0,7793\cdot D^{2}\cdot P\cdot v,} где:
- {\displaystyle N} — нарицательная мощность, Вт;
- {\displaystyle S} — площадь поршня, м2;
- {\displaystyle D} — диаметр цилиндра, м;
- {\displaystyle v} — средняя скорость поршня, м/с;
- {\displaystyle P} — среднее избыточное давление пара, Па.

Формула Уатта давала близкие к реальности результаты для большинства тихоходных машин, работавших на паре с невысокими давлением (0,11—0,15 МПа), построенных в конце XVIII — начале XIX вв.
На практике использовалась ещё более упрощённая формула для нарицательной мощности:
{\displaystyle N=S\cdot 7\cdot 220/33000,}
где:
- {\displaystyle N} — нарицательная мощность в британских лошадиных силах (1 hp = 745,7 Вт);
- {\displaystyle S} — площадь поршня в кв. дюймах (кв. дюйм = 6,452 см2);

Она была получена исходя из того, среднее избыточное давление пара, обычно получаемое в паровых машинах того времени, было равно 7 фунтам на кв. дюйм, а средняя скорость поршня — 220 футов в минуту.
Нарицательная мощность широко применялась в первой половине и середине XIX века, особенно для судовых двигателей. Это было следствием того, что, будучи отражением объективного параметра машины — диаметра поршня, она нередко говорила специалисту в данной области намного больше, чем реальная (индикаторная) мощность, которая, при отсутствии в те годы достаточно устоявшихся конструкций паровых двигателей, могла быть достигнута при весьма различных размерах, массе и конструкции машины. Нарицательная же мощность, при всей своей условности, отражала соотношение этих параметров двигателей различной конструкции с достаточной достоверностью.
Между тем, с ростом давлений и скоростей реальная мощность стала очень сильно отличаться от нарицательной мощности, вычисленной по упрощённой формуле: сначала в 2…3, а впоследствии — в 5 и более раз. Даже полная формула Уатта стала давать неверные значения, так как при высоких скоростях реальное давление пара в цилиндре было меньше, чем в котле, и к тому же сильно изменялось на разных стадиях движения поршня. Это предвидел и сам Уатт, и даже предложил использовать «индикаторы» (специальные манометры) для измерения давления в самом цилиндре на разных стадиях.
Как результат, вместо нарицательной мощности было введено понятие индикаторной мощности, вычисленной согласно измерениям с помощью индикаторов (приборов, позволяющих непосредственно измерять рабочие параметры машины, такие, как давление пара в цилиндре). Со временем во всей документации стала указываться только она, поскольку понятие нарицательной мощности потеряло всякий практический смысл.